# 歌川清一
歌川 清一（うたがわ きよかず、生没年不詳）とは、江戸時代の浮世絵師。

## 来歴
歌川国信の門人。歌川の画姓を称し作画期は文政頃とされる。『浮世絵編年史』と『増訂浮世絵』によれば、文政11年（1828年）建立の豊国先生瘞筆之碑に「国信社中」として「清一」の名がみられるが、作や経歴については不明。